# Royaume d'Afrique
1135–1160
Entités précédentes :
- Zirides

Entités suivantes :
- Almohades

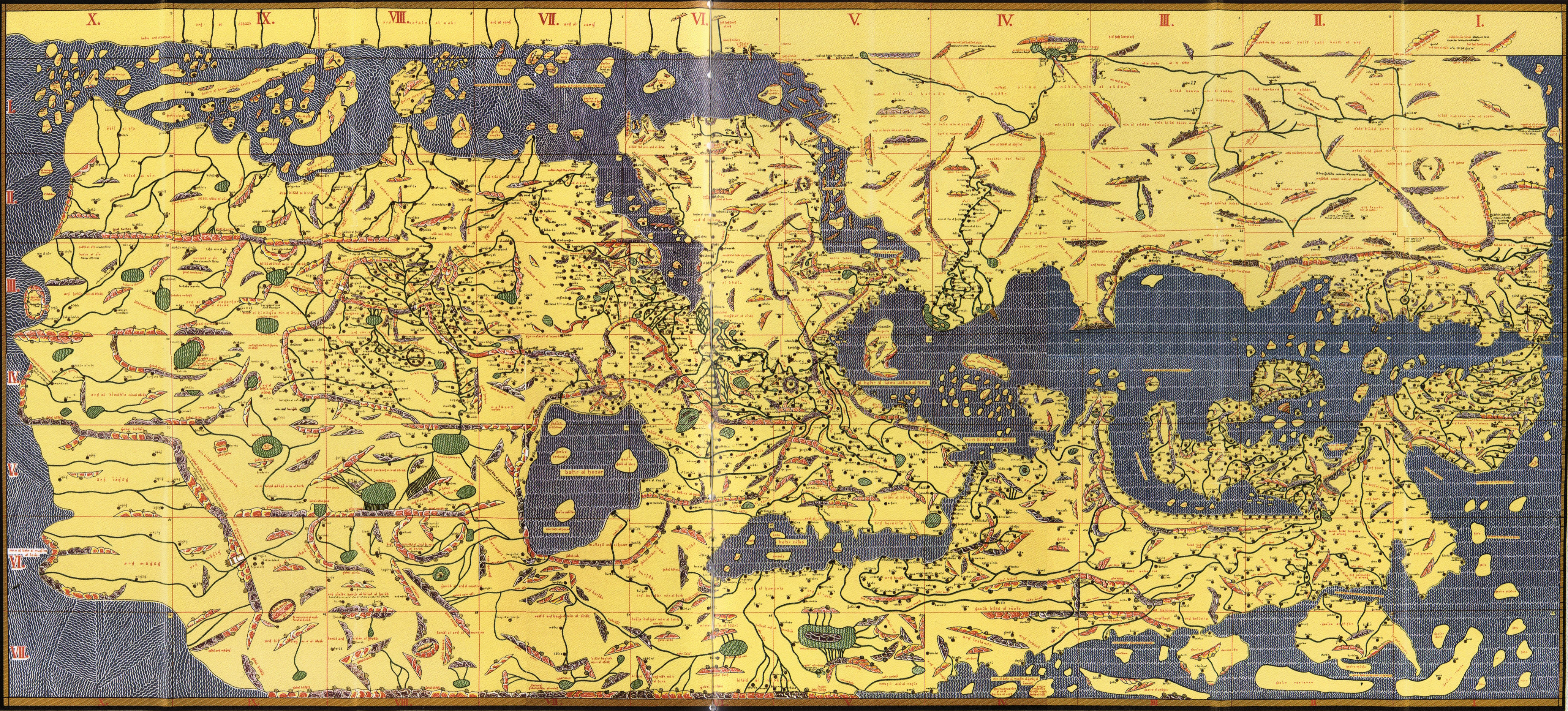
La Tabula Rogeriana, une ancienne mappemonde dessinée par Muhammad al-Idrisi pour le roi Roger II de Sicile en 1154. Note : Le Nord et le Sud sont inversés sur la carte par rapport aux conventions cartographiques modernes.

Le royaume d'Afrique est une extension de la frontière siculo-normande dans l'Ifriqiya (l'ancienne province romaine d'Afrique) au XIIe siècle. Les sources primaires ayant trait au royaume sont en arabe ; les sources latines (chrétiennes) sont plus rares. Selon Hubert Houben, étant donné qu'« Afrique » n'a jamais été officiellement ajouté aux titres royaux des rois de Sicile, « on ne devrait pas parler d'un ‘royaume normand d'Afrique’ à proprement parler ». Plutôt, « l'Afrique normande » était « plus une constellation de villes gouvernées par les Normands sur la côte ifriqiyenne ».
La conquête sicilienne de l'Ifriqiya a commencé sous Roger II en 1146–48. Le règne sicilien consistait en des garnisons militaires dans les principales villes, des exactions sur les populations musulmanes, la protection des chrétiens et le monnayage de pièces de monnaie. L'aristocratie locale a été largement gardée en place et des princes musulmans se chargeaient des affaires civiles sous surveillance normande. Les relations économiques entre la Sicile et l'Ifriqiya, qui étaient déjà fortes avant la conquête, ont été renforcées, tandis que les échanges entre l'Ifriqiya et le Nord de l'Italie se sont étendus. Sous le règne de Guillaume Ier de Sicile, le royaume d'Afrique tombe aux mains des Almohades (1158–60). Son héritage le plus durable fut le réalignement des puissances méditerranéennes provoqué par sa disparition et la paix siculo-almohade finalisée en 1180.

## Circonstances
En ce qui concerne le motif de l'implication militaire des Normands en Afrique, l'historien David Abulafia soulève trois possibilités : religieuse (« l'extension des croisades dans une région relativement négligée »), économique (la protection de routes commerciales clés) et impérialiste (« tentative de construire un vaste empire méditerranéen »).

### Motifs économiques
La Sicile et l'Afrique entretenaient des liens économiques étroits et croissants au cours de la période 1050-1150. Les Siciliens ont importé de l'or, expédié par caravane à travers le Sahara vers Kairouan et Mahdia et un tissu fabriqué à partir de lin et de coton égyptien et local importé d'Inde et de Sicile. Outre ce coton, les Siciliens exportaient de grandes quantités de blé, de fromage et de viandes transformées. Le monastère orthodoxe grec de San Salvatore à Messine a été autorisé à exporter son blé excédentaire vers l'Ifriqiya (alors récupérant des ravages fait à ses campagnes par les Banu Hilal) en échange de cire pour ses bougies. Pendant ce temps, l'Afrique (c'est-à-dire l'ancienne province romaine) subit une urbanisation rapide, les famines dépeuplant la campagne et forçant l'industrie à passer de l'agriculture à l'industrie manufacturière. Les déprédations des Banu Hilal et Banu Sulaym ont également détruit de nombreux champs et vergers, et forcé la population à chercher refuge dans les villes.
Le comte Roger Ier de Sicile (1071–1101) est connu pour avoir maintenu des garnisons à Mahdia pour collecter les tarifs d'exportation, tandis que Roger II (comte en 1105, puis roi 1130–54) a par deux fois envoyé des forces dans les villes ifriqiyennes lorsque leurs dirigeants ont fait défaut sur les paiements pour les importations de céréales. En 1117, quand Rafi, gouverneur de Gabès, a contesté le monopole commercial de son seigneur, Ali ibn Yahya, émir de Mahdia, il demanda à Roger de l'assistance. Rafi essayait d'envoyer un navire marchand de son propre port, et Roger a répondu en envoyant une petite flottille, qui a fui face aux forces mahdiennes. Ali a ensuite arrêté les agents siciliens dans sa ville et a demandé l'aide de ses alliés, les Almoravides, et Roger a plaidé avec lui pour ramener les relations à la normale. Une guerre navale de petite échelle de raids et de contre-raids s'ensuivit entre les Normands et les Almoravides dans les années 1120. Le raid le plus important a eu lieu contre Nicotera en 1122, lorsque des femmes et des enfants ont été emmenés en captivité.
En 1135 Roger II fait sa première conquête africaine permanente (si Pantelleria en 1123 n'est pas compté comme africaine). L'île de Djerba, qui, selon les sources arabes, « ne reconnaissait aucun sultan » et était un repaire de pirates, a été conquise par Roger, qui a emporté beaucoup de ses habitants. Les musulmans siciliens ont participé à la conquête de Djerba, mais on ne sait pas ce qu'a été le sort de la communauté juive de l'île, qui était encore là (ou s'est ré-établi) au XIIIe siècle. Djerba a donné à Roger une base à partir de laquelle exercer plus d'influence sur Mahdia, qui, incapable de payer pour son grain, a été forcé de devenir un protectorat de la Sicile en 1142. Ses affaires étrangères tombèrent sous la responsabilité de Roger, qui interdisait les alliances avec d'autres États musulmans hostiles à la Sicile, et recevait probablement ses recettes douanières à la place du payement pour le grain nécessaire à la nourrir. Roger avait aussi le droit de s'emparer de toute ville se rebellant contre la seigneurie de l'émir de Mahdia. L'émir lui-même, Al-Hasan ibn Ali, que Ali ibn al-Athīr appelle le « prince d'Afrique », était personnellement redevable au fisc sicilien, probablement à cause de ses goûts luxueux. Un chroniqueur arabe a noté comment « le maudit (roi de Sicile) a imposé les conditions les plus dures, et il (l'émir) a dû les accepter, et il lui a offert l'obéissance de sorte qu'il soit devenu un simple “gouverneur” pour Roger ».

### Motifs religieux
Deux chroniques latines, la Chronica de Robert de Torigni et la continuation anonyme de Sigebert de Gembloux, sont les seules sources à attribuer des motifs religieux à la conquête de l'Afrique par Roger, arrivant en même temps que la deuxième croisade et la croisade des Wendes. Roger n'est pas connu pour avoir reçu l'approbation papale pour son entreprise africaine. Les sources arabes font cependant référence à son armée recrutée dans toute la chrétienté, affirmation qui peut être plus hyperbolique que factuelle. Ibn Idhari dit que Roger « a appelé aux armes les gens de tous les pays latins ». Un chevalier non italien, Richard de Lingèvres, a participé à la capture de Tripoli et a été récompensé par des terres en Apulie.

### Motifs d'ambition
Il y a des preuves qu'au moins certains des contemporains de Roger, surtout ses ennemis, ont vu ses conquêtes en Afrique comme des usurpations. Gervais de Tilbury, dans un passage suspect de son Otia imperialia, implique que l'empereur Frédéric Barberousse, qui considérait Roger comme un usurpateur dans le sud de l'Italie, était contrarié par l'extension de son pouvoir dans la vieille province romaine d'Afrique. Et d'après les chroniques d'Erfurt, à la Diète de Merseburg en 1135, une délégation de la république de Venise se plaignit auprès de l'empereur Lothaire de Supplinbourg que Roger s'était emparé de l'Afrique, « un tiers du monde », du roi de Gretia (Grèce). Ce rapport brouillé détache complètement les actions de Roger du contexte interreligieux en faisant de la victime de ses prédations un dirigeant chrétien. La préoccupation première des Vénitiens était l'ambition de Roger.
Même les chroniqueurs du royaume de Roger croyaient que son ambition jouait un rôle primordial dans son implication en Afrique. Dans son Chronicon, l'archevêque Romuald de Salerne écrivait que, « parce qu'il avait le cœur fier et la grande volonté de régner, parce qu'il ne se contentait pas simplement de la Sicile et des Pouilles, il prépara une vaste flotte, qu'il envoyé en Afrique avec beaucoup de troupes, et (Roger) a pris et a tenu l'Afrique (Ifriqiya) ». L'historien pseudonyme de cour « Hugo Falcandus », dans son Liber de regno sicilie e epistola ad Petrum panormitane ecclesie thesaurarium, soulignait également le désir de Roger d'étendre son royaume :

« Il ne se souciait pas moins de la force que de la prudence pour vaincre ses ennemis et étendre son royaume à ses dernières limites. Car il a conquis Tripoli en Barbarie, Mahdiyya, Sfax, Gabès et beaucoup d'autres villes barbares après avoir subi de nombreux travaux et dangers. »

L'incorporation de l'Afrique du Nord dans le royaume sicilien n'aurait posé aucun problème à Roger. Les liens culturels entre la Sicile et l'Afrique du Nord étaient plus forts que ceux entre la Sicile et ses propres domaines italiens péninsulaires.

## Chronologie
- 1146 : Prise de Tripoli par Roger II [17]
- 1148 : Siège de
- 1148 : Prise de Sousse, Mahdia et Sfax et soumission de Tunis[17]
- 1153 : Prise de Bône par Philippe de Mahdia
- 1154 : Mort de Roger II et couronnement de Guillaume Ier
- 1156 : Échec de l'expédition contre Tennis en Égypte
- 1158 : Prise de Tripoli par les Almohades
- 1159 : Début du siège de Mahdia, soumission de Sfax et prise de Gabès par les Almohades
- janvier 1160 : Chute de Mahdia et conversion forcée des chrétiens et des juifs

## Administration
Il y a une tradition que Roger, après avoir conquis l'Afrique, a pris le titre rex Africae (roi d'Afrique). D'après Charles-Emmanuel Dufourcq, cependant, c'était une erreur commise par des copistes du dix-huitième siècle, qui ont mal interprété certaines chartes, plaçant  Africae  à la place de  Apuliae (Pouilles). Il existe au moins une charte sicilienne survivante qui désigne Roger comme « notre seigneur de Sicile et d'Italie et aussi de toute l'Afrique le roi le plus serein et invincible couronné par Dieu, pieux, chanceux, triomphant, toujours auguste ». Les chartes royales utilisent universellement le titre « roi de Sicile, du comté d'Apulie, et de la principauté de Capoue ». Une pierre tombale de Palerme, celle du prêtre royal Grizantus, datée de 1148, fait référence à Roger dans ses inscriptions arabes et judéo-arabes comme « roi » ( malik ) d'Italie, Longobardia, Calabria, Sicile et Afrique ( Ifrīqiyya ).

« Le gouvernement de l'Afrique normande a été modelé avec soin sur les précédents modèles des émirs pré-normands. Comme en Sicile, une attention particulière a été portée aux intérêts de la population musulmane, tandis que les chrétiens bénéficiaient de l'exonération de l'impôt par tête (…) En dehors des garnisons dans les villes africaines, et à l'exception de la cavalerie normande, les preuves de la présence de caractéristiques « normandes » ou « franques » ne sont pas remarquable. Les architectes de l'empire africain n'étaient pas des « Normands » mais des courtisans grecs et arabes (…) »

### Économie

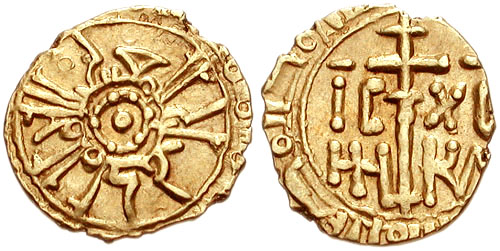
Un tarì d'or sicilien monneyé à Palerme durant le règne de Roger II. La Sicile était dépendante de l'or importé au travers de l'Afrique pour sa monnaie, mais les dinars d'Afrique (Ifriqiya) était d'un or supérieur au tarì de Sicile.

Le contrôle de l'Afrique a donné à la Sicile le contrôle de toutes les routes maritimes entre l'ouest et l'est de la Méditerranée. Roger II taxait le flot de marchandises, bien qu'il semble avoir permis aux princes musulmans locaux de recueillir leurs propres tarifs. Ibn abī-Dīnār déclare que le « wāli » de Gabès a perçu des taxes au nom de Roger. En raison des bonnes relations de la Sicile avec l'Égypte fatimide, les navires marchands italiens pouvaient parcourir toute la côte nord-africaine en paix durant cette période. Roger a également taxé les routes caravanières terrestres du Maroc à l'Égypte (« Kairouan » et « caravane » sont apparentés). Les plus rentables de celles-ci étaient les caravanes trans-sahariennes transportant de la poussière d'or pour les monnaies du nord de l'Afrique et du sud de l'Italie . Un point d'arrêt important pour ces derniers était Bougie, que Roger a pu attaquer pendant cette période, mais sur lequel il ne pouvait pas étendre son autorité, bien qu'il ait maintenu des liens avec l'émir déchu Yahyā ibn al-'Azīz.
À Mahdia, Roger I et William I frappèrent des dinars d'or pur, d'un diamètre de 22 mm et pesant 4,15 g avec des inscriptions Kufi, probablement pour circulation interne en Afrique. Les deux seules pièces connues ont été découvertes par le chercheur tunisien HH Abdul-Wahab en 1930. Elles étaient une proche imitation d'un type frappé par le calife fatimide Ali az-Zahir (1020-35) près d'un siècle plus tôt. Celles-ci n'utilisaient pas de titre, comme « roi », et elles ne nommaient aucun des domaines de Roger, mais elles utilisaient plutôt ( al-Mu'tazz bi-illāh , « qui tient sa gloire de Dieu ») habituellement réservé aux musulmans et plus particulièrement au « commandeur des croyants ». Les inscriptions sur la pièce connue de Roger sont écrites en deux cercles concentriques avec deux lignes de texte au centre. Le texte circulaire est le même des deux côtés, tandis que le texte central diffère : « Ce dinar a été frappé par l'ordre du plus respecté (ou excellent roi) Roger, qui tient sa gloire de Dieu, dans la ville de Mahdia, à l'année 543 (de l'hégire) », c'est-à-dire 1148/49, dans le cercle extérieur et « Loué soit Dieu comme il le mérite et comme il est juste qu'il soit loué » dans le cercle intérieur. Le centre recto lit « Le roi Roger », tandis que le centre verso se lit « Celui qui tient sa gloire de Dieu ». La pièce de William est datée de 549 (1154/5). Il a été observé que les inscriptions ressemblent à celles des taris de Robert Guiscard frappées à Palerme en 1072. Dans les deux cas, le monnayage aurait été entièrement effectué par des musulmans.

### Religion
En tant que dirigeant de l'Afrique, Roger a cherché à encourager les siciliens musulmans à se réinstaller en Afrique, et a publié un décret à cet effet. Il a maintenu la loyauté de ses domaines africains en offrant des céréales. L'Afrique normande « devint riche et prospère, tandis que le reste de la Barbarie et la grande partie du Moyen-Orient éprouvaient les rigueurs de la faim » pendant cette période de famines constantes. Selon Ibn al-Athīr, Tripoli a prospéré sous Roger : « les Siciliens et les Rūm (les Italiens du Nord, les Grecs, etc.) l'ont fréquenté (pour le commerce), avec pour résultat qu'elle est devenue repeuplée et prospère ». Les marchands de la république de Gênes ayant des liens avec la Sicile commencèrent également à commercer avec Tripoli.
Roger a laissé l'autorité religieuse et judiciaire dans les mains locales, sous un gouverneur local (‘āmil). Dans chaque ville il y avait une garnison sicilienne sous un commandant sicilien et un impôt par tête (djizîa) a été institué sur les communautés musulmanes, semblable à celui qui était jusqu'alors exigée des juifs et des chrétiens, mais plus légère que celui qui était exigée des musulmans siciliens durant la même période. La communauté chrétienne locale, largement servile, a probablement bénéficié du règne de Roger pendant un certain temps. L'évêque Cosmas de Mahdia a fait un voyage à Rome pour être confirmé par le pape Eugène III et aussi à Palerme pour rendre visite à son nouveau souverain. Le continuateur anonyme de Sigebert de Gembloux réfère à Cosmas comme revenant en Afrique « un homme libre ». Lorsque Mahdia est tombé aux Almohades en 1160, Cosmas s'enfuit à Palerme. Les chrétiens semblent avoir souffert sous la domination almohade de leur association avec les Siciliens. L'église indigène d'Afrique (Église de Carthage) est rarement mentionnée après cela.